# Rhopaloscelis bifasciatus
Rhopaloscelis bifasciatus là một loài bọ cánh cứng trong họ Cerambycidae.